# Geraldão
Geraldão, właśc. Geraldo Dutra Pereira (ur. 24 kwietnia 1963 w Governador Valadares) – piłkarz brazylijski, występujący podczas kariery na pozycji środkowego obrońcy.

## Kariera klubowa
Karierę piłkarską Geraldão zaczął w klubie Cruzeiro EC w 1981 roku. W lidze brazylijskiej zadebiutował 27 stycznia 1985 w zremisowanym 0-0 meczu z Guarani FC. W Cruzeiro występował w latach 1981–1987 i dwukrotnie zdobył mistrzostwo stanu Minas Gerais – Campeonato Mineiro w 1984 i 1987 roku. W 1987 roku wyjechał do Europy do portugalskiego FC Porto. Z Porto dwukrotnie zdobył mistrzostwo Portugalii w 1988 i 1990, Puchar Portugalii w 1988 i 1991, Superpuchar Europy oraz Puchar Interkontynentalny w 1987 roku.
Przez cztery lata w Porto rozegrał w nim 101 meczów i strzelił 20 bramek. W latach 1991–1992 występował w Paris Saint-Germain. Po krótkim epizodzie w Meksyku Geraldão powrócił do Brazylii. Po powrocie do Brazylii Geraldão występował Grêmio Porto Alegre. W 1993 roku krótko występował w Portuguesie São Paulo, w której zakończył karierę. W Portuguesie 14 listopada 1993 w wygranym 2-0 meczu z Remo Belém Geraldão rozegrał ostatni mecz w lidze brazylijskiej. W lidze brazylijskiej rozegrał 45 mecze i strzelił 8 bramek.

## Kariera reprezentacyjna
W reprezentacji Brazylii Geraldão zadebiutował 19 maja 1987 w zremisowanym 1-1 meczu z reprezentacją Anglii podczas Stanley Rous Cup, który Brazylia zdobyła. W tym samym roku Geraldão brał udział w Copa América 1987, na którym Brazylia odpadła w fazie grupowej. Na turnieju był podstawowym zawodnikiem i wystąpił w obu meczach z Wenezuelą i Chile, który był jego ostatnim meczem w reprezentacji.

## Kariera trenerska
Po zakończeniu kariery piłkarskiej Geraldão został trenerem. Dotychczas trenował Ipatingę, rezerwy CS Marítimo i FC Porto, CRB Maceió i Democratę Governador Valadares.